# 德国民法典

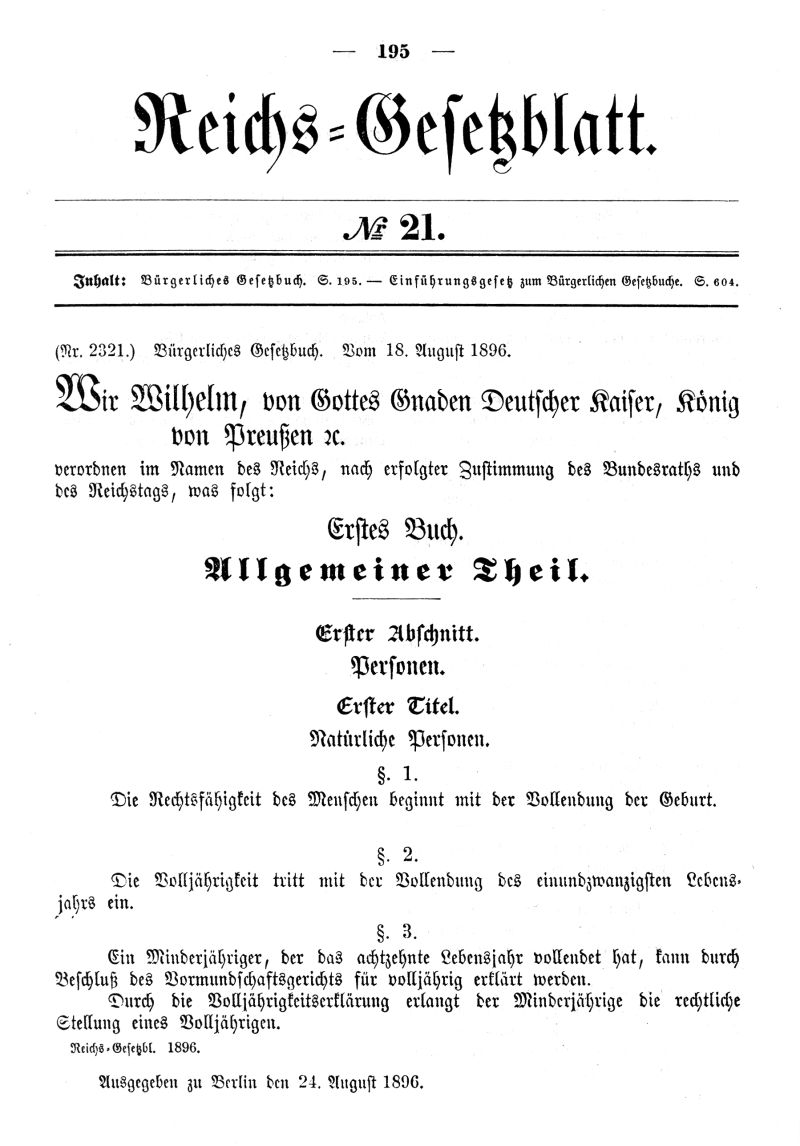
1896年8月24日出版的德意志帝国法律公报发布德国民法典

德国民法典（德語：Bürgerliches Gesetzbuch, BGB），是德国普通私法的核心法典。其规范私人之间的法律关系，因此与公法相区别。《民法典》与其附属法律（如《住宅所有权法》《保险合同法》《民事伴侣法》《一般平等待遇法》等）共同构成了普通私法。除普通私法外，还存在着作为普通私法补充的特别私法。特别私法系针对特定领域或者职业群体的法规范，例如适用于商主体的商法规范，或者劳动法中的集体性劳动规范。
德意志帝国从1881年开始研究编纂《民法典》。经过两个法学委员会多年的审议和公开讨论，《民法典》根据《民法典施行法》（EGBGB）第1条，于德意志帝国时期的1900年1月1日正式生效。这是第一部在整个德意志帝国领土内具有法律效力的私法法典。二战后，根据《德意志联邦共和国基本法》第123条第1款及第125条规定，该法典作为联邦法律在德意志联邦共和国继续适用。
自法典颁布以来，立法者对《民法典》进行了多次修订。在改革过程中，立法者常面临立法形式的选择困境——究竟应直接修改《民法典》，还是应制定独立于法典的特别法。实践中的做法并不统一，立法者至今仍未形成清晰的立法路径。总体而言，民法法典化的体量持续扩张，实质内容的减损尚属可控，唯债法领域部分规范因法官造法而有所削弱。2002年1月2日，随着债法全面改革，《民法典》以重新公布的形式完成修订。此次修订不仅使法律文本符合新德语正字法规范，且除第1588条外，所有条款均被赋予官方标题。
德国《民法典》為歐陆法系中最重要的民法典。歷經德意志帝國時期、威瑪共和、納粹統治、戰後分治乃至兩德統一後，仍然施行至今，其內容及形式所樹立的風格，不但成為歐陸法系的代表性體例，也影響日本、中國、韓國等国家民法典之制定。

## 分类
民法是私法的组成部分，其旨在调整具有平等法律地位的民事主体（如自然人、法人等）之间的关系。与之相对，公法则规范私主体与公权力机关（如《刑法典》或《税收通则》中的隶属关系）或公权力机关相互之间的关系。“私法”与“公法”的划分可追溯至罗马时代。《民法典》（BGB）名称中的“Bürger”概念绝不可理解为将社会划分为贵族、市民、农民和工人等封建等级制度。正如同义术语“民事法律”（Zivilrecht）所暗示的，此处的“Bürger”概念源自拉丁语“civis”（可对照：ius civile，市民法），应理解为“私法关系中的平等主体”。
随着社会发展（例如消费者合同特殊规则的出现），这种传统民法法典化的理念已有所突破。如今，民法更宜被理解为调整日常法律关系的通用性规则体系。

## 起源

### 历史背景
在《民法典》生效并实现法律统一之前，1871年成立的德意志帝国境内的私法规范处于高度分散的状态。尽管此前已有许多通行于全德地区的法律规范，除了日耳曼习惯法外，还有源自拜占庭查士丁尼帝国的罗马法。这套罗马法体系于15世纪稍晚时期才开始在德语区被继受，并以普通法（Gemeines Recht）的形式作为补充性法律适用。
各邦国存在独立法典，如普鲁士适用1794年《普鲁士普通邦法》，莱茵河左岸地区实施1804年《法国民法典》，巴登采用1810年《巴登邦法》，巴伐利亚施行1756年《马克西米利安巴伐利亚民法典》，石勒苏益格地区则沿用1241年《日德兰法》，同时部分地区同时适用《萨克森明镜》或普通萨克森法，乃至1865年《萨克森民法典》。其余邦国则自始适用特别地方法。大体上，当时全德国境内尚有四大法区：普鲁士地方法、法国民法、萨克森民法以及普通法。由于这些法律在内容和效力依据上差异显著，整个帝国呈现出极不统一的法律格局。
这种法律统一化的努力，可追溯至1814年著名的“法典编纂论战”。这场论战在安东·弗里德里希·尤斯图斯·蒂堡与弗里德里希·卡尔·冯·萨维尼之间展开。持自由主义立场的蒂堡主张通过统一民法典来简化“民事交往”（即经济往来）并促进国家统一（《论德国制定统一民法典的必要性》）；而保守的萨维尼则反对仓促编纂法典（《论当代立法与法科学的使命》），认为当时的法学研究尚未成熟到能胜任这项任务。初期，萨维尼的观点占据了上风。

### 立法过程
随着时间推移，尤其在1871年德意志帝国成立后，统一私法立法的呼声日益高涨。早在1867年，北德意志联邦议会就曾提出将民法立法权授予联邦的议案，但遭到否决。两年后，相同内容的议案再度提交，虽获通过却未产生实际效力。当时根据《德意志帝国宪法》第4条第13款，帝国的立法权限仅限于刑法、债法、商法、票据法及诉讼法领域，必须扩大这一权限方能实现真正的“民法”统一。
帝国成功建立后，完成这个新生民族国家内部统一成为许多人的首要任务。这包括效仿邻国法国模式实现法律体系统一——法国早在1804年便通过《民法典》实现了民事法典化，该法典后来被包括部分德意志邦国在内的众多国家所继受。

#### 《米克尔-拉斯克法》
1873年，在民族自由党议员约翰内斯·冯·米克尔和爱德华·拉斯克的提案下，帝国议会与联邦议会通过宪法修正案，将全部民事立法权授予帝国（史称《米克尔-拉斯克法》）。在克服天主教中央党等保守派系阻力后，此次修法将帝国立法权限扩展至整个民法领域。值得注意的是，修正案将传统术语“债法”（Obligationenrecht）扩展为“全部民法”（das gesamte bürgerliche Recht），标志着帝国的立法权限实现根本性扩展。

#### 预备委员会
在《德国民法典》（BGB）正式编纂之前，预备委员会（Vorkommission）向联邦参议院提交了关于制定民法典的详细建议，这些建议主要基于商法教授莱文·戈尔德施密特的专家意见，并附有充分论证。该委员会由以下成员组成：
- 莱文·戈尔德施密特
- 弗朗茨·菲利普·弗里德里希·冯·屈贝尔
- 路德维希·里特尔·冯·诺伊迈尔
- 赫尔曼·冯·谢林
- 安东·冯·韦伯

#### 第一委员会与第一草案
尽管最初面临不利的政治与宪法条件，但有利因素同样显著：一批富有动力且能力卓越的法学家，他们具备高水平的工作能力。19世纪的德国法学界享有崇高声誉，专业人才储备充足。
1874年，联邦参议院任命了以海因里希·爱德华·冯·帕佩为主席的第一委员会，成员包括9名法官与政府官员，以及2名教授（其中一位是潘德克顿法学家伯恩哈德·温德沙伊德）。委员会于1874年9月17日首次召开会议，其目标是对当时现行私法的“整体内容”进行“合目的性、内在合理性及逻辑一致性”的审查，并据此确定“正确的体系结构与编排”。经过详细审议，委员会于1887年12月提交了《第一草案》及五卷《立法理由书》。
该草案以普通法（gemeines Recht）原则、萨维尼学说及温德沙伊德的权威理论为基础，因其结构与温德沙伊德的三卷本《潘德克顿教科书》高度相似，被称为“小温德沙伊德”（kleine Windscheid）。然而，草案也被批评为脱离社会需求、不合时宜、缺乏德国特色且晦涩难懂。最著名的批评者包括安东·门格尔和奥托·冯·基尔克，后者尤其反对无限制的契约自由原则。在批评阶段，各界提交了至少600份重要意见，部分甚至以专著形式呈现。
委员会成员名单如下：
- 古斯塔夫·特奥多尔·弗里德里希·德尔沙伊德
- 阿尔伯特·格布哈德
- 莱因霍尔德·海因里希·西吉斯蒙德·约霍
- 弗朗茨·菲利普·弗里德里希·冯·屈贝尔
- 卡尔·迪特里希·阿道夫·库尔鲍姆
- 古斯塔夫·冯·曼德里
- 海因里希·爱德华·帕佩
- 戈特利布·卡尔·格奥尔格·普朗克
- 保罗·鲁道夫·冯·罗特
- 康拉德·威廉·冯·吕格尔
- 戈特弗里德·里特尔·冯·施密特
- 安东·冯·韦伯
- 伯恩哈德·温德沙伊德

此外，委员会还配备了9名辅助人员，均为知名法学家，负责协助委员工作并参与后期《立法理由书》的编纂。其中部分成员后来加入了第二委员会。辅助人员名单如下：
- 亚历山大·格奥尔格·阿基里斯
- 卡尔·海因里希·伯尔纳
- 特奥多尔·卡尔·威廉·菲利普·布劳恩
- 卡尔·欧根·费迪南德·冯·埃格
- 维克托·弗里德里希·奥古斯特·冯·利伯
- 卡尔·马蒂尼
- 威廉·康拉德·诺伊鲍尔
- 赫尔曼·卡尔·西吉斯蒙德·施特鲁克曼
- 卡尔·格奥尔格·路德维希·利昂内尔·福格尔

#### 第二委员会与第二草案
1890年，由总报告人戈特利布·普朗克领导的第二委员会成立，其成员规模显著扩大，并包含帝国政府的特派代表。
1895年，委员会提交了第二草案及七卷《会议记录》，此次起草还吸纳了非法律专业人士的意见。联邦参议院稍作修改后，于1896年将草案提交帝国议会，议会将其作为《第三草案》审议并微调。经过23年的立法历程，该法案最终于1896年8月18日通过并颁布。国外舆论高度关注这一立法进程，结果几乎获得一致赞誉。德国《民法典》随即对境外立法产生深远影响。
在帝国议会审议过程中，著名的“野兔辩论”（Hasendebatte）被载入法律史册。围绕原第835条（是否应将狩猎权人对狍子、马鹿和野鸡造成的农田损害责任扩展至野兔）的激烈争论中，德意志中央党几乎使整部法典面临流产风险。该党的天主教政治家们威胁宁可阻止整部法典通过，也不在野兔问题上让步。最终他们以放弃“野兔条款”为代价，换得了婚姻法中更为严格的规定。
在《民法典》的立法过程中，社会民主党始终持批判立场。该党议员阿图尔·施塔特哈根和卡尔·弗罗梅虽积极参与立法工作，并提出多项劳动法与婚姻法修正案，但其核心诉求，包括确立婚姻关系中的男女平等原则，以及建立集体劳动法制度以改变将劳资关系简单视为平等个体契约关系的传统模式，最终均未获采纳。由于这些关键主张未能实现，社会民主党议会党团在最终表决时投下了反对票。
经过两个专家委员会多年的审议和包括德国妇女运动广泛参与在内的激烈公开辩论，法典最终确立了女性在行为能力方面的平等地位。

#### 《民法典》的生效与《民法典施行法》
1896年通过并颁布的《民法典》根据《民法典施行法》（EGBGB）第1条规定，于1900年1月1日正式生效。
在德意志各邦长期适用不同法律后，私法领域的德国法律统一终于实现。

——贝恩德·亚努施克、卡尔-弗里德里希·瓦尔纳：《20世纪编年史》
该法典由《民法典施行法》（EGBGB）配套实施，该法包含对德国原有法律的过渡性规定，并为各邦立法（现称联邦州）保留了特别立法权限（即所谓的“邦私法”）。各邦通过制定相应的《民法典实施细则》行使了这一权限，其中部分规定至今仍然有效。

## 发展

### 帝国时期
在《民法典》生效后的最初十四年间，司法判例与法学界逐步构建起教义学体系。法院通过判例法对成文法进行了重要补充，其典型包括：积极侵害债权、已设立及运营的营业权、预防性不作为之诉。
这些司法创制弥补了法典的规范空白，为德国私法体系注入了灵活性。

### 魏玛共和国时期
在魏玛共和国时期，《民法典》在租赁法和劳动法领域缺乏对经济弱势群体保护规范的缺陷日益凸显。在劳动法领域，这一时期已开始出现特别立法的趋势，这一趋势最终导致了当今数量庞杂的劳动法规和错综复杂的司法判例。
在债法领域，帝国法院基于通货膨胀的背景（参照1920年“蒸汽价格案”），发展出了“交易基础丧失”法律制度。

### 纳粹统治时期
纳粹政权上台后，首先对《民法典》中的家庭法和继承法进行了改造。由于法典中的一般条款（特别是第242条“诚信原则”）可能成为纳粹意识形态渗透的法律漏洞，当局放弃了对法典前三编的全面修订，转而着手制定新的《人民法典》，意图取代原本体现自由平等理念的《民法典》。
1938年，《婚姻法》以单行法形式从《民法典》中分离。1946年，盟军管制委员会对《婚姻法》进行去纳粹化修订后重新颁布。此后经过逐步调整（1976年修订《离婚法》、1998年整合其他婚姻法规），这些内容最终被重新纳入《民法典》当中。

### 占领时期
盟军废除了纳粹政权对《德国民法典》的主要修改。自此，德国民法典的发展开始分为西德和东德两条路径。

### 东德时期
由于与社会主义意识形态不相容，德意志民主共和国通过立法逐步废除了《民法典》。具体变革包括：
- 亲属法被改编为适应新社会条件的《家庭法典》（1965年）
- 劳动法被纳入《劳动法典》（1961年，1978年更新为《劳动法全书》）
- 其余部分则被整合进《民法典》（1976年）

1976年，《民法典施行法》正式废止了《民法典》。在这一体系下，法律完全服务于社会主义经济秩序，合同成为计划经济的工具。
随着1990年7月1日经济货币联盟的建立和同年10月3日德国统一，这一特殊发展道路宣告终结。通过《民法典施行法》第230条及以下条款的过渡性规定（特别是第230-237条），《民法典》重新成为全德统一适用的法律。

### 西德时期
1953年3月31日起，《民法典》中违反男女平等原则的亲属法条款失效（《基本法》第117条第1款、第3条）。立法机关通过1957年《平权法》作出重大调整：
- 将夫妻财产制改为沿用至今的“增益共同制”
- 废除丈夫在婚姻事务中的决定权
- 1976年《婚姻法》进一步废除了“家庭主妇婚姻”的法定模式。

在离婚法领域，从“过错原则”转向“感情破裂原则”的变革引发广泛争议。1969年《非婚生子女法律地位法》消除了婚生与非婚生子女的差别待遇，落实了《基本法》第6条第5款的要求。
随后的立法实践中，大量消费者保护法（如《上门交易撤销法》《一般交易条款规制法》）以单行法形式颁布，导致法律体系日趋复杂，影响了民法典作为统一法典的特征。目前这些单行法大多已被废止，相关规范经整合后纳入《民法典》及《民法典施行法》。

### 1990年以后的发展
1992年《照管法》废除了对成年人的禁治产宣告，代之以新型照管制度（原第1896条及以下，2023年起重新编号为第1814条及以下）。
1998年实施了重大亲属法改革，彻底消除了婚生与非婚生子女的法律差异，并将婚姻法重新纳入《民法典》体系。
2002年生效的《债法现代化法》是德国民法典实施以来最深刻的改革：
- 转化多项欧盟消费者保护指令
- 将原单行法（如《一般交易条款法》）整合入民法典
- 明确将“积极侵害债权”等判例法制度成文化
- 全面修订债务不履行规则与时效制度

此次改革后，德国首次发布了《民法典》的官方新文本。

## 法典结构
德国《民法典》的编纂结构参考了罗马法《国法大全》中《学说汇纂》（Digesta，又称 Pandectae）的体系，采取五编制的体例安排，具体如下：
- 第一编：总则（第1至第240a条）规定了具有普遍适用性的基本规范，作为后续各编的共通基础，确立了民事法律关系的一般原则；
- 第二编：债务关系法（第241至第853条）继承了罗马法中债法的体系，调整买卖、租赁、承揽等意定之债及不当得利、侵权等法定之债；
- 第三编：物权法（第854至第1296条）同样源自罗马法传统，规范包括占有、所有权、用益物权、担保物权及地上权等内容，未纳入狩猎权、渔业权、征收补偿等部分日耳曼法特有制度；
- 第四编：亲属法（第1297至第1921条）体现日耳曼法特征，系统规定婚姻、家庭及亲属关系；
- 第五编：继承法（第1922至第2385条）调整遗嘱继承与法定继承制度，反映日耳曼法在继承领域的传统。

该五编结构反映了19世纪“潘德克顿法学”（Pandektistik）对罗马法规则抽象化与体系化的立法理念，即从具体裁判规则中提炼普遍适用的原则。然而，这种结构存在一定的体系不对称性：前三编（总则、债法、物权法）侧重形式化的制度划分，而亲属法与继承法则融合了诸多具有社会功能性的规范，并在一定程度上吸纳了本应归属前三编的财产法要素。此种结构差异，部分源于启蒙时代自然法思想中对“市民社会”生活的划分，即将家庭与继承归为私人领域，而将财产交易视为受公共利益规制的经济领域。在此背景下，国家借助部分主权介入传统家庭关系，使婚姻、离婚、抚养等制度受到强制性规范调整。
尽管《民法典》继承了潘德克顿法学将私法划分为债法、物权法、亲属法及继承法的基本范式，其立法方式已突破对个案裁判规则的简单汇编。值得注意的是，在《民法典》生效时，潘德克顿法学作为主导法学思想已逐步被新兴法学思潮所取代。
“潘德克顿法学”一词源于《学说汇纂》（Pandectae），该文献为东罗马皇帝优士丁尼一世颁布的《国法大全》（Corpus Iuris Civilis）的重要组成部分，其本质为古典罗马法学家学说的系统汇编，内容可追溯至盖尤斯等古典时期法学家的著述。盖尤斯提出的“人—物—诉讼”三分法（后称“法学阶梯体系”），对后世民法典编纂产生深远影响，尤其体现在《奥地利普通民法典》和《法国民法典》中。因此，德国《民法典》亦被认为在很大程度上体现了罗马法传统在近代私法体系中的延续与系统化。

### 总则
《民法典》第一编“总则”（Allgemeiner Teil，第1条至第240条）作为全篇民法的基础规范，位于债法、物权法、亲属法与继承法之前，其结构延续了罗马法“人—物—诉讼”三分法体系，涵盖自然人、法人、物、法律行为、期间与期日、消灭时效、权利行使、担保等核心制度，为其他各编提供共通适用的法律概念与规则。
《民法典》规定，自然人（natürliche Person）自出生即享有权利能力（Rechtsfähigkeit），至死亡时终止（第1条）。此外，特定类型的组织在符合法定条件下亦享有权利能力，构成法人（juristische Person）。法人作为权利义务主体，能够独立参与民事法律行为，其产生的债务通常限于法人本身，不延伸至其成员个人。
除自然人与法人的基本分类外，现代消费者保护立法引入了“消费者”（Verbraucher）与“经营者”（Unternehmer）的区分（第13条与第14条第1款）。该区分在债法与消费者保护法中具有重要意义，用以规定不同主体在交易关系中的权利义务标准。
《民法典》未对“法律行为”（Rechtsgeschäft）作出明文定义，德国通说将其界定为意图产生法律效果的意思表示行为。其核心构成要素为“意思表示”（Willenserklärung，第116条至第144条），即行为人将某一法律后果意图外化的表达。法律行为可以由单方意思表示构成，如解除合同，也可以由多方意思表示构成，如订立合同。
部分法律行为除意思合致外，还需结合特定事实行为，例如动产所有权的转移，除合同成立外还须完成交付行为（Übereignung durch Übergabe）。
权利能力本身并不必然赋予行为能力。行为能力（Geschäftsfähigkeit，第104条至第113条）指当事人能够通过自身行为有效设立法律关系的能力。未满七周岁的儿童以及因精神障碍丧失判断能力者被视为无行为能力人（例外情形见第105a条）；七至十八岁之间的未成年人为限制行为能力人（第107条）。
为保障行为能力有限主体的法律参与，《民法典》设立代理制度（Vertretung，第164条至第181条）。自然人可由法定代理人（如父母或监护人）代理进行法律行为，法人则通过其机关（如协会的董事会，参见第26条）实施行为。此外，具有完全行为能力的权利主体也可设立意定代理人，委托其代为实施法律行为。
为增强法律行为的可预测性与执行力，总则设有一系列配套规范：
- 期间与期日（Fristen und Termine）：用于规定法律行为的时间效力，分别指一段时间区间与具体时间点，防止履约争议的产生；
- 消灭时效（Verjährung）：通过设定权利行使期限，促使当事人及时主张权利。权利在时效届满后虽未消灭，但义务人可主张拒绝履行的抗辩；
- 权利行使与私力救济：原则上，涉及到强制的权利保护和执行应有国家负责，但国家公权力未必能及时介入。但在特定紧急情形下，《民法典》允许有限的私力救济手段，包括自卫行为（Selbstverteidigung）与自助行为（Selbsthilfe），二者均受严格限制；
- 担保制度（Sicherheiten）：用于加强债权保障，通过设立附加保障机制，如抵押、质押等，减少债务不履行的风险。

第一编“总则”通过确立民法基本范畴、权利主体的界定、法律行为的构成及其生效条件，以及配套制度的运行机制，为整个民法典提供统一的理论与制度基础。其规范不仅在其他各编中具有横贯适用性，也体现了体系法典化（Systematisierung）的立法技术传统。

### 债务关系法
《民法典》第二编“债务关系法”（Recht der Schuldverhältnisse，第241—853条），规定民事主体之间基于契约或法律产生的债务关系。该编在结构上延续“总则—分则”的立法模式，是《民法典》体系中的核心内容之一。
根据第241条第1款第1句：“基于债务关系，债权人有权要求债务人履行给付”。换言之，当一方对另一方负有给付义务时，即构成债务关系。债务关系可以通过当事人之间的契约设立（如买卖契约中，出卖人须交付标的物，买受人须支付价金，参见第433条），即意定之债；也可以因法律直接规定而产生，即法定之债。
法定之债包括因侵权行为（第823条第1款）所生的损害赔偿义务（参见第249条及以下），例如驾驶人因过失致人受伤的情形；亦包括不当得利（ungerechtfertigte Bereicherung）以及无因管理（Geschäftsführung ohne Auftrag）等，后两者均基于未达成契约而发生法律上的给付义务。
债务关系法分为一般债法与特别债法两部分：
- 一般债法（第1章至第7章）规定所有债务关系普遍适用的规则，包括契约的设立、履行、变更、解除、终止、债权让与与债务承担、多数当事人的法律地位等。除第2章“由契约产生的债务关系”与第3章“定型化契约”（一般交易条款）专门适用于契约关系外，该部分其余章节则为各类债务关系的共通规则。
- 特别债法（第8章）规定特定类型的债务关系，包括典型契约（如买卖、租赁、雇佣、借贷、赠与、委托等）以及各类法定之债（如侵权行为、不当得利和无因管理）。

2001年，《债法现代化法》（Gesetz zur Modernisierung des Schuldrechts）对债法体系进行了全面修订，重点涉及给付障碍法与买卖法，以适应欧盟立法趋向与现代经济交易的需求。同年，《租赁法改革法》（Mietrechtsreformgesetz）修订了与住房租赁有关的条款（第549条及以下），加强了对承租方的法律保护。
债法以任意性规范为主，允许当事人通过协议排除或变更法定规定，体现私法自治与契约自由的原则。为维护交易秩序与公共利益，部分条文设有强制性规范或半强制性规范：
- 强制性规范：不得通过协议排除。例如，不动产交易须经公证（第311b条第1款）；在所有权转移情况下，承租人的租赁权继续存在（第566条）。
- 半强制性规范：多见于消费者保护法领域，禁止经营者通过格式条款对消费者设定不利条款或规避法定义务，以保障经济上处于弱势地位一方的权益。

债务关系法整体采取“私法自治为原则，国家干预为例外”的立法模式，力图在尊重契约自由与实现社会公平之间达致平衡。通过一般规范与特别规范的分层安排，该编具有高度的体系化与适应性，可适用于多样化的民事法律关系。

### 物权法
《民法典》第三编“物权法”（Sachenrecht，第854—1296条），规定法律主体对于物的占有、物权的设立与变动、权利内容及其保护等事项。该编以“物”的法律定义为基础，即第90条所称“物”，专指有体物，构建出以物的归属与支配为核心的法律体系。
物权法的适用对象包括动产、不动产及某些特定权利，其主要功能在于确认物的归属关系、调整物权的设立与变动，以及保障物权的对抗力。作为一套绝对权利体系，物权具有排他性与优先效力，即权利人可对抗一切第三人，并优先于其他利益主张。
《民法典》明确区分对物的事实控制（Besitz）与法律支配权（Sachenrecht）。根据第864条，占有人是对物具有实际控制力之人，无论是否为所有权人，因此包括合法持有人与非法占有人（例如盗窃者）。
物权即对物的法律支配权。其主要形式包括：
- 所有权（Eigentum）：物的完全支配权，不受他人限制（第903条及以下）；
- 限制物权（beschränkte dingliche Rechte）：在一定范围内对他人所有物享有使用、收益或处分权。包括用益物权（如地上权、居住权等）和担保物权（如质权、抵押权等）。

物权变动的方式依标的物的性质而定，动产与不动产分别适用不同规则：
- 动产：动产所有权的转移须基于出让人与受让人之间的转移协议，并完成实际占有的移转（第929条第1句）；
- 不动产：不动产物权变动须经土地登记方生效（第873条、第925条），如所有权、地役权等均依赖登记设立或变更。

德国物权法的重要基础为分离原则（Trennungsprinzip）与抽象原则（Abstraktionsprinzip）：
- 分离原则指合同中的债法义务（负担行为）与物权变动（处分行为）互不混同；
- 抽象原则进一步规定，处分行为的效力不依赖于负担行为的有效性。

例如，在买卖合同中，买方与卖方签订合同仅构成一项债法上的义务（买卖契约），而所有权的移转则须通过另行的处分行为（如交付动产）实现（第929条第1句）。即使买卖契约因瑕疵无效，已完成的所有权移转在形式上仍有效，除非依法撤销。
物权体系除所有权外，还包括旨在实现物的部分支配或保障功能的限制物权，依功能可分为：
- 用益物权：授予非所有人对物有限的使用与收益权，特别适用于土地与住宅领域，体现对物的经济效用开发；
- 担保物权：为债权实现提供保障，在违约或未清偿情形下，权利人得优先受偿于担保物的变价收益。

担保物权在信贷关系中发挥重要功能，其本质为担保优先受偿权而非直接所有权。
物权法以强制性规范为主，强调类型强制原则（Typenzwang）：当事人不得创设法律未规定的物权类型，也不得另行设定物权变动的方式。该制度保障物权状态的公开性、可预见性与第三人信赖利益，有助于交易安全。
除《民法典》一般规定外，物权法亦受若干特别法调整，例如《住宅所有权法》（Wohnungseigentumsgesetz）和《地上权法》（Erbbaurechtsgesetz）。

### 亲属法
《民法典》第四编“亲属法”（Familienrecht，第1297—1921条），规范亲属关系中有关婚姻、亲子关系、收养、监护、照管与代理等方面的法律制度，是调整家庭成员之间人身关系与财产关系的基本法律规范。
第一章“婚姻”（Ehe）规范了自订婚起至离婚止的婚姻关系全过程，具体包括结婚要件、婚姻登记、夫妻间的权利义务，以及婚姻解除与后续效力。其中，婚姻中的财产制度（即婚姻财产制）与离婚后的赡养义务和养老金分割（供养分配）构成制度重点。
2001年《生活伴侣法》（Lebenspartnerschaftsgesetz）首次允许同性伴侣登记建立受法律保护的生活共同体。2017年，德国通过“全民婚姻”（Ehe für alle），根据第1353条第1款第1句，婚姻得由任意性别的两人缔结，标志着同性婚姻在法律上获得完全承认。
第二章“亲属”（Verwandtschaft）自第1589条起，规定血亲与拟制血亲的关系，核心包括亲子关系、父母义务及收养制度。其中，子女法（Kindschaftsrecht，第1591条及以下）是家庭法改革的重点领域，强调消除对非婚生子女的法律歧视。例如第1615条以下条文确立了婚生与非婚生子女在法律地位、监护权、继承权等方面的平等原则。此外，父母共同监护与照顾责任也成为立法导向，即便父母未婚或分居，也鼓励共同抚养。例如第1686a条规定在特定情形下，未婚父亲对其子女享有探视权。
为防止未成年人承担过重债务，《民法典》第1629a条限定了其代理行为所生债务的清偿范围，仅限于成年时所拥有的财产。
子女收养制度详见第1741条及以下，允许通过法律程序建立与亲生子女相同的家庭关系，适用于配偶收养、单身收养等情形。
第三章规定对无或限制行为能力者的法律扶助体系，分为：
- 监护（Vormundschaft，第1773条及以下）：适用于无父母或父母无力行使职责的未成年人；
- 法律照管（rechtliche Betreuung，第1896条及以下）：自1992年起替代“禁治产宣告”（Entmündigung），适用于因精神或身体障碍而无法自行处理事务的成年人；
- 保佐（Pflegschaft，第1909条及以下）：为特定法律事务提供临时性或补充性协助，例如财产保佐、补充监护、失踪人照护等。

监护人、照管人和保佐人的指定由家庭法院或监护法院（作为地方法院的专业分支）依法裁定，并须遵守《民法典》所规定的职责、权限与监督机制。

### 继承法
《民法典》第五编“继承法”（Erbrecht，第1922—2385条），规范自然人死亡后，其财产归属、处理与继承相关的法律制度，是德国私法体系中调控死亡法律后果的基本规范。其核心在于协调死者意愿与亲属利益之间的法律关系，规定了遗产的取得、继承顺位、遗嘱形式、继承债务承担与遗产管理等方面内容。
德国继承法以遗嘱自由原则（Testierfreiheit）为出发点，允许遗嘱人通过遗嘱（Testament）或继承契约（Erbvertrag）在生前自由处分死后财产的归属。但该自由受强制继承份额制度（Pflichtteilsrecht）的限制。根据第2303条，若直系亲属（如配偶、子女、父母）被排除在遗嘱继承之外，仍可主张其法定继承份额一半的强制继承权。该制度旨在保障亲属的最低继承利益，防止死者意愿完全剥夺近亲的财产期待。
若遗嘱无效或未设立遗嘱，适用法定继承制度（gesetzliche Erbfolge）。法定继承顺位包括配偶或注册伴侣（《生活伴侣法》第10条）及血缘亲属，首位继承人为子女。继承人在被指定继承人后，整个遗产（Nachlass）整体转移至其名下（普继原则，Universalsukzession，第1922条），无须对个别财产另作处分。
继承人不仅享有获得遗产的权利，也需对遗产债务承担责任（第1967条）。为防止债务超过所继承财产，法律赋予继承人拒绝继承权（Ausschlagung der Erbschaft，第1942条及以下），并提供若干手段限制其责任范围，如遗产清算程序（Nachlassverwaltung）或遗产破产程序（Nachlassinsolvenzverfahren，第1975及以下）。 通过这些制度，继承人的个人财产可在特定条件下与遗产债务相隔离，保障其免于无限责任。
遗嘱人可通过遗嘱执行制度（Testamentsvollstreckung，第2197条及以下）对遗产处理方式进行后续安排，由指定的遗嘱执行人负责执行相关意愿与分配指示。此种安排可防止继承人之间的纠纷，特别适用于财产复杂或家族矛盾较大的情况。
继承中的法律与行政事务由遗产法院（Nachlassgericht）负责，作为地方法院的专门分支机构，其主要职能包括颁发继承证书（Erbschein，第2353条及以下），以证明继承人身份及其法律地位。

## 思想渊源
德国《民法典》的理论基础植根于古罗马法传统，因此其也被视为一部“罗马法型法典”（romanistische Kodifikation）。罗马法的发展始于公元前约450年制定的《十二铜表法》，这是古罗马最早的成文法典，涵盖了债法、物权法、亲属法、继承法，以及某些刑事和宗教法律等基本私法规范。
罗马法的演进经历了共和国与帝国时期长达千年的发展，法院的判例和法学家的解释活动在此过程中发挥了核心作用，尤其是在古典法学鼎盛时期形成了高度体系化的法理体系。进入晚期罗马帝国，在国家危机和法体系瓦解的背景下，东罗马皇帝优士丁尼于公元6世纪推动罗马法的系统整理和保存，最终形成了《国法大全》，其中包括《法学阶梯》《学说汇纂》《法典》等重要法典。优士丁尼强调对既有法规范的继承与更新，提出“我们追随十二铜表法，以最新的法纠正较新的法”。
《国法大全》在西罗马帝国灭亡后逐渐失传，但自12世纪起，在意大利博洛尼亚法学院的推动下重新得到广泛的接纳，进而影响整个欧洲大陆的法制传统。正是在在罗马法复兴的背景下，包括德国在内的欧洲大陆国家，开始构建以理性和体系化为基础的近代私法法典。
由于德国《民法典》及其他欧洲国家的法典深受罗马法影响，它们普遍体现出“自由人的法律观”，即将人视为自主、理性且是权利主体的存在，这一观念构成了私法制度的核心理念。这一人文主义法理念虽未由现代宪法直接创设，但在宪法中获得了制度性保障。其思想渊源可追溯至古希腊的古典时期，常被称为“古代启蒙”（antike Aufklärung）。学者奥科·贝伦茨指出，该自由观对理解私法理论具有重要意义，但其内涵本身仍需进一步阐释。
在这一框架下，私法体现了私人自治（Privatautonomie）的原则，强调法律关系在对等基础上的自我设定与责任承担。如契约自由（第311条第1款）、遗嘱自由（第1937—1941条）以及以私人利益为中心的财产权制度（第903条），均为这一理念的具体体现。《民法典》在社会政治层面，旨在为19世纪兴起的资产阶级经济活动提供一个规范而灵活的法律框架。
除世俗法律外，教会法（Corpus Iuris Canonici）亦对BGB产生了影响。例如，代理制度的相关原则便源自教会法中的《第六书》（Liber Sextus），这一制度在罗马法中尚属缺位。
罗马法的复兴始于12世纪，至18至19世纪达到顶峰，促成了以自然法为基础的法典编纂运动。其目标在于摆脱中世纪等级制社会的法律残余，实现法律上的自由和平等。在德国，普通法（gemeines Recht）在19世纪借助潘德克顿学派的学理体系得以系统化，并在法学教育和司法实践中成为标准。这一时期的罗马法构成了《民法典》的理论基础，其核心理念是所有法律主体在私法交往中享有“自由与平等”的法律地位。
然而，尽管《民法典》在债法、物权法和继承法中体现出高度的自由主义特征，其亲属法部分仍深受父权制传统影响。例如，旧法中丈夫在婚姻关系中拥有经济管理权（旧法第1363条）、决策权（旧法第1354条.）及对未成年子女的单方监护权（旧法第1627条）。与此同时，《民法典》也承袭了1875年《民事婚姻法》所确立的民事婚姻制度，并确立了离婚的法律可能性。
总体而言，《民法典》虽以个人主义与自由为核心，但在起草过程中也试图调和传统社会结构、工业化进程与德意志帝国的国家秩序之间的张力。这种平衡通过《民法典施行法》中对联邦国家立法权的保留条款得以实现。

## 文体、适用、法律发展与解释方法
潘德克顿体系本身受所谓的判例法影响，其规范结构呈现出个案主义（kasuistisch）的特征。然而，《民法典》的起草者拒绝了这种以生活事实法制化为导向的方法。他们追求的是一种能提供高度抽象与普遍适用性的立法技术。为此目的，他们在法典开篇设置了一个独立的“总则”（Allgemeiner Teil），旨在为后续各编提供统一的基本规则。
《民法典》的许多核心概念未在总则部分的法条中被明确定义，例如“契约”、“附条件的契约条款”或“损害”等。立法者在法典编纂中，往往也有意避开对某些法律构造问题的明确表态。例如，对于履行行为究竟属于法律行为还是事实行为，法典并未作出明确说明。
与自称为“启蒙法典”的《普鲁士普通邦法典》相比，《民法典》初看之下似乎缺乏实质内容。然而，这种立法者的“自我克制”要求借助精细化的法律教义学来补足法律的解释与适用。汉斯·赫尔曼·塞勒（Hans Hermann Seiler）曾指出：《民法典》 并非实证主义立法的产物，相反，它根本无法在没有法律教义学的前提下被实际适用。这增加了其适用的复杂性。学界今天普遍认为，设置一个“总则”并未明显促进或阻碍《民法典》的发展。
《民法典》的一个显著特征是其高度的抽象性，这也体现在其概念的建构上。法典中所使用的诸多“范畴术语”（如“意思表示”、“法律行为”等）往往与日常社会生活中的语言表达脱节，缺乏直接对应关系。尽管如此，这些术语（及其派生概念）在语言上却以极高的精确性著称。人们普遍认为，直到今天，没有其他德国法律能够在语言表现上达到与 《民法典》 相媲美的简洁和精准。
不过，也有人批评，这种高度抽象性可能导致缺乏对特定情境的明确规定，即便实际中对此有明确需求。引入更简化的法律术语体系，或许有助于解决这一问题。至今，在需要灵活调整的劳动法与公司法领域，仍缺乏具有针对性的无效性规则。此外，亦有批评指出，《民法典》的高度普遍化可能以牺牲个案正义为代价。
尽管法律术语十分严谨，《民法典》并未因此放弃使用概括性条款。例如“善良风俗”“诚实信用”“公平原则”或“交易上应有之注意义务”等条款，为法律适应社会变迁提供了具有弹性的评判标准。
私法的方法论至今仍在持续演变。在 《民法典》 生效时，德国法学工作仍深受19世纪形成的概念法学（Begriffsjurisprudenz）影响。该方法论源于历史法学派的信念，即法律规范只有在其适用的人民群体中被认可，才能真正发挥效力。其最著名代表为弗里德里希·卡尔·冯·萨维尼。继承其思想的温德沙伊德与普赫塔主张，应当将既有的法律规范整合进一个逻辑自洽的法律概念体系中，并将所接收的、仍具效力的罗马法素材组织成一个无矛盾的法律规则系统。
在这一“潘德克顿方法”下，通过增加总括性前提与定义，法学家试图使一切生活现象均能被纳入法律框架之中。通过将个案“归入”相关法律概念，现实生活中的冲突应当能够，并且最好是不带价值判断地被解决。
然而，自1920年代起，由菲利普·赫克和鲁道夫·冯·耶林主张的利益法学（Interessenjurisprudenz）开始取得主导地位。这一方法更具灵活性，并允许价值判断介入。概念法学难以处理的情形，尤其是缺乏法律明文规定的利益冲突，在利益法学的框架下得以解决。通过引入“意义上的类比”（Analogie）原则，即通过比较判断进行规则扩展，法官能够将已有法律规范适用于未被直接规范的个案。此时形成了一个普遍共识：应赋予法官法律发展的权力。
高级法院认为，由于生活现实多样、未来法律问题无法完全预见，立法者难以避免留下“计划之外的不完全性”，这就不可避免地导致法律漏洞。法院与萨维尼的观点一致，即：立法者应当设定法律政策的框架，而由专业法学者进一步具体化。
从1960年代起，德国民法学界逐渐转向价值法学（Wertungsjurisprudenz）的解释方法。这一理论认为：无论是立法者还是司法者，在使用法律概念时都不可避免地进行价值判断。法官必须根据《基本法》的价值体系，填补法律中的规范空白。
《民法典》及其相关法律的解释，遵循所谓的客观解释理论（objektive Auslegungstheorie）。这一方法论由德国联邦宪法法院与联邦法院确立，其核心是寻找并贯彻立法者在法条中所表达的“客观化意图”（objektivierter Wille）。反之，立法历史上具体立法者的主观意图因难以考据而被视为无关紧要。
根据第133条所体现的法律思想，联邦法院进一步明确：法律解释的核心不在于法条文字本身，而在于把握其内在意义并据此作出评价。法律解释的方法应包括：文字解释、体系解释、历史解释、目的解释等。

## 影响国家
《日本民法典》、《中华民国民法》、《中華人民共和國民法典》，泰国、韩国、希腊和乌克兰等欧陆法系国家的立法都深受其影响。

## 外部連結
- English translation of the BGB (German Civil Code) （页面存档备份，存于）
- German BGB （页面存档备份，存于） （德文） by the German Ministry of Justice, Books 1, 2, & 3 （页面存档备份，存于） （德文）
- Search the BGB （德文）
- BGB-Informationspflichten-Verordnung （德文）
- Commentary on the BGB （德文）